# Szassza
A szassza vagy sziklaugró antilop (Oreotragus oreotragus) az emlősök (Mammalia) osztályának párosujjú patások (Artiodactyla) rendjébe, ezen belül a tülkösszarvúak (Bovidae) családjába és az antilopformák (Antilopinae) alcsaládjába tartozó faj.
Nemének az egyetlen faja.

## Előfordulása
Afrika keleti és déli részének sziklás hegyvidéki részein mindenütt elterjedt faj. A következő országokban fordul elő: Szudán, Dél-Szudán, Etiópia, Eritrea, Dzsibuti, Szomália, Kenya, Tanzánia, Uganda, Ruanda, Zambia, Zimbabwe, Malawi, Mozambik, Dél-afrikai Köztársaság, Szváziföld, Botswana, Namíbia, Angola, Kongói Köztársaság, Kongói Demokratikus Köztársaság, Közép-afrikai Köztársaság és Nigéria.
Élőhelyei kizárólag a hegyvidékek és a sziklás-bozótos helyek, az észak-dél irányú hegyvonulatok és a fennsíkok sziklás bozótjaiban él, olyan helyeken, amelyeknek a többi antilopfaj általi megközelíthetetlensége miatt táplálékvetélytársa szinte alig akad.

## Alfajai
- Oreotragus oreotragus aceratos Noack, 1899
- Oreotragus oreotragus aureus Heller, 1913
- Oreotragus oreotragus centralis Hinton, 1921
- Oreotragus oreotragus oreotragus (Zimmermann, 1783)
- Oreotragus oreotragus porteousi Lydekker, 1911
- Oreotragus oreotragus saltatrixoides (Temminck, 1853)
- Oreotragus oreotragus schillingsi Neumann, 1902
- Oreotragus oreotragus somalicus Neumann, 1902
- Oreotragus oreotragus stevensoni Roberts, 1946
- Oreotragus oreotragus transvaalensis Roberts, 1917
- Oreotragus oreotragus tyleri Hinton, 1921

## Megjelenése
Ennek a kis termetű, ám felettébb mozgékony antilopnak a vállmagassága 45-60 centiméter, testtömege 10-18 kilogramm körüli. Érdekesség, hogy a suta nagyobb, mint a bak. Testszőrzete rövid, tömött, vastag szálú. Színe a sárgásbarnától a sárgásszürkéig terjed és kifejezetten „melírozottnak” tűnik. A hasi rész és a végtagok belseje világosabb. A hatalmas szemeket hosszú, fekete szempillák díszítik, a szemek és a száj környékének szőrzete világos, fehéres vagy „krémszínű”. Általában csak a bakok viselnek rövid, hegyes, párhuzamosan álló szarvat, azonban – különösen az északi területeken – ez néha a sutákon is előfordul.

## Életmódja

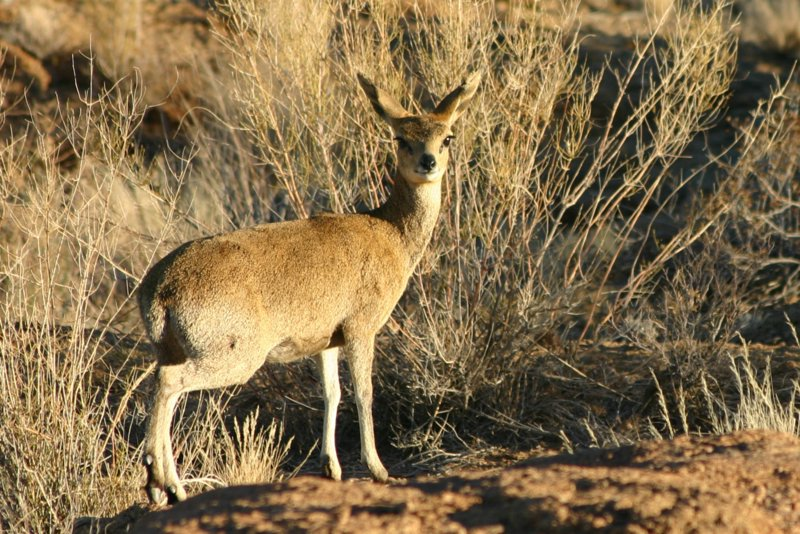
Nőstény

Igen figyelemre méltó a szasszának az az alkalmazkodó képessége, amellyel a faj evolúciója során az igen sajátos hegyvidéki életkörülményekhez, a meredek sziklákon való mozgáshoz, táplálkozáshoz és túléléshez idomult. A téli éjszakákon fagyos és szeles, a nyári nappalokon tűzforró hegyvidék szélsőséges hőmérsékleti viszonyait a belül üreges, tömött bunda kiváló hőszigetelése segíti elviselni, apró patáinak keménygumi-szerű talppárnáival pedig – a legkisebb, kapaszkodásra alkalmas felületeket is kihasználva – a meredek sziklafalakon is a zergét megszégyenítő magabiztossággal, gyorsan mozog. Járásmódja is igen sajátos – legtöbbször pontról pontra való ugrás, szökellés – mert az egyetlen antilopfaj, amely járása, ugrása közben a paták hegyére támaszkodva halad.
Kis családi közösségekben, vagy párosával figyelhető meg, főleg a késő délutáni, kora reggeli órákban. Hűvösebb napokon napközben is mozog.
Főbb ellenségei a leopárd, a foltos hiéna, a karakál, a  nagyobb sasok (kaffersas, vitézsas) és a páviánok, amelyek más, kis termetű vadfajokban, madarakban és más antilopok szaporulatában is tetemes károkat képesek egyébként okozni. A sziklaugró antilop 8-10 évig élhet.

## Szaporodása
Kifejezett üzekedési időszaka nincs, a suták 7 havi vemhesség után 1 gidát ellenek.

## Természetvédelmi helyzete
Afrika nagy részén a szasszát erősen vadászták. Finom bőréből kiváló minőségű táskákat készítettek. A szassza húsa az egyik legízletesebb az afrikai antilopok közül, ezért elsősorban húsa miatt vadásztak rá. Ma a legtöbb országban természetvédelmi oltalom alatt áll, de sok helyütt az orvvadászat komoly problémákat jelent.

## Képek
|  |  |

## Fordítás
- Ez a szócikk részben vagy egészben  a   Klippspringer című német Wikipédia-szócikk ezen változatának fordításán alapul.  Az eredeti cikk szerkesztőit annak laptörténete sorolja fel. Ez a jelzés csupán a megfogalmazás eredetét és a szerzői jogokat jelzi, nem szolgál a cikkben szereplő információk forrásmegjelöléseként.